# John Huchra
John Peter Huchra (23 de desembre de 1948 - 8 d'octubre de 2010) va ser un professor i astrònom americà. Va ser Viceadministrador acadèmic en Política de Recerca a la Universitat Harvard i Professor d'Astronomia al Harvard-Smithsonian Center for Astrophysics. També va ser representant del Comitè Nacional dels Estats Units a la Unió Astronòmica Internacional i president de la Societat Astronòmica Americana.
Huchra va néixer el 23 de desembre de 1948, a Jersey (Nova Jersey). Va estudiar Física al Massachusetts Institute of Technology i a l'Institut Tecnològic de Califòrnia. Va desenvolupar la seva carrera al Harvard–Smithsonian Center for Astrophysics.
El 1989, va descobrir la Gran Barrera CfA2, junt amb l'astrònoma Margaret Geller.